# 青石镇 (常山县)
青石镇，是中华人民共和国浙江省衢州市常山县下辖的一个乡镇级行政单位。

## 行政区划
青石镇下辖以下地区：
溪口村、澄潭村、高铺村、底铺村、大塘后村、丁家村、九龙山村、和尚弄村、中心村、桥亭村、飞碓村、马车村、周家坞村、湖山村、砚瓦山村、天井头村、下阁村、上阁村、山溪边村、湖头村、湖边村、虹桥村、陈家墩村、苗山头村、山头村、塘边村、新站村、江一村、江二村、江三村和江四村。

## 特产
常山胡柚：中国地理标志产品。